# 美國駐英空軍
自1942年以來，美國一直在英國維持空軍基地。在英國設有基地的美國空軍的主要司令部是美國駐歐空軍 (USAFE)、戰略空軍司令部 (SAC) 和空中機動司令部 (AMC)。

## 起源
美國空軍駐英國的起源可以追溯到1941年1月27日至3月27日之間達成的一系列協議，這些協議規定美國為對抗納粹德國的戰役提供海陸空支持，因此，1941年5月19日在倫敦啟動了一個特殊的美國陸軍觀察員小組。該部隊的首要任務之一是偵察被視為美國陸軍航空隊 (USAAF) 設施潛在地點的地區。
1942年1月2日，簽署了啟動美國第八航空隊的命令，並於1月28日在喬治亞州薩凡納成立了總部。1月8日，駐不列顛群島美軍 (U.S. Forces in the British Isles) 宣布，美軍VIII轟炸機司令部 (VIII BC) 於1942年2月在英國成立，成立於英國皇家空軍轟炸機司令部總部設於道斯山皇家空軍基地，位在海威科姆。

## 戰後
隨著第二次世界大戰的結束，美國開始解散其在英國創建的大部分空軍。在歐洲，目的是維持一個小型的美國陸軍航空軍組織，專門用於通信和運輸目的。1945年8月7日，“戰略”一詞從駐歐洲空軍 (USAFE) 中刪除，美國駐歐空軍 (USAFE) 成立。到1946年底，美國駐歐空軍只有大約75,000名人員和不到2,000架飛機。
駐英國的所有B-29轟炸機行動都由駐歐空軍的美國第三航空隊指揮，該部隊位於马汉姆皇家空军基地。二戰結束後，美國空軍使用的大部分空軍基地都歸還給英國政府，並 1948年處於各種維修狀態。英國國防部可用於B-29操作的马汉姆皇家空军基地、斯坎普頓皇家空軍基地、沃丁頓皇家空軍基地和萊肯希思皇家空軍基地。萊肯希思基地經過翻新，延長了跑道以容納巨型B-36轟炸機，但B-36暫時保留在本土德克薩斯州的卡斯韋爾空軍基地進行維護。
美國戰略空軍司令部 (SAC) 繼續輪換部署其戰略轟炸機部隊，在歐洲部屬了近20年的戰略轟炸機部隊，直到1966年 B-47轟炸機從SAC中逐步退役，英國基地被歸還給英國或轉換為美國駐歐空軍的戰術基地。

## 冷戰和北約自法國撤軍
到1960年代初，駐紮英國的美國空軍擁有非常混合的飛機系列。RF-101巫毒、B-66驅逐艦和B-57的各種版本以及F-84雷霆和F-86軍刀構成了美國空軍的戰術飛機庫。大量不同的飛機是維護和後勤方面的噩夢，因為所有不同飛機的所有不同部件都必須有庫存。需要對飛機進行標準化和現代化，使飛機可以執行許多不同的任務，從防空到地面支持和空中偵察。F-4幽靈II戰鬥機就是個最適合的飛機。
美國空軍的F-4幽靈II戰鬥機部隊在接下來的20年裡一直駐紮在英國，在1980年代中期被下一代F-15鷹式/F-16戰隼取代。
1966年2月21日，法國總統戴高樂宣布法國將放鬆與北約的關係。他宣布北約不可以再使用法國境內的基地，所有外國陸軍和空軍部隊以及北約總部必須在1967年4月1日之前從法國撤出。
失去法國的空軍基地對美國空軍來說是一個打擊。美國駐法空軍由11個戰術單位和4個攔截機中隊組成。因此制定了一項大規模搬遷計劃，FRELOC行動是為了從法國撤出所有美國空軍飛機和設備，以及33,000名美國空軍人員及其家屬。
由於從法國撤軍，美國空軍在英格蘭的存在顯著增長。三個戰鬥機聯隊，韋瑟斯菲爾德皇家空軍基地的第20戰術戰鬥機聯隊、萊肯希思皇家空軍基地的第48戰術戰鬥機聯隊和本特沃特斯皇家空軍基地的第81戰術戰鬥機聯隊隸屬於美國第三航空隊。這三個聯隊大約有 225 架飛機，主要是F-100超級軍刀戰鬥機和F-4幽靈II戰鬥機。英格蘭的美國空軍還包括兩個戰術偵察聯隊，第10戰術偵察機聯隊在阿爾康伯里皇家空軍基地和第66戰術偵察機聯隊在上海福德皇家空軍基地，裝備大約有100架RF-101和RF-4C，以及米爾登霍爾皇家空軍基地的第513部隊運輸聯隊。
此外，伯頓伍德皇家空軍基地自1950年代初沙托魯-德爾斯空軍基地（Châteauroux-Déols Air Base）開放以來一直作為美國空軍後備基地運作，於1966年移交給美國陸軍，並更名為伯頓伍德陸軍倉庫。陸軍將其在法國的所有物資和設備轉移到伯頓伍德，並將該設施作為其主要的存儲和後勤倉庫，在1990年代中期之前為美國陸軍第七軍在歐洲提供支援。
1970年代，F-111戰鬥轟炸機抵達英國。1978年，大約120架A-10雷霆二式攻擊機飛機中的第一架抵達本特沃特斯基地（RAF Bentwaters）/伍德布里奇基地（RAF Woodbrige）。 最初6個中隊被分配到第81戰術戰鬥機聯隊，但後來兩個中隊被轉移到阿爾康伯里皇家空軍基地的第10戰術戰鬥機聯隊。近距離空中支援任務使A-10容易受到地面火力的攻擊，因此飛機底部的大部分都是由裝甲鈦製成的。為了遠離敵方雷達，A-10的許多任務幾乎都是在極低高度飛行的。部屬在英國的A-10被塗上了專為歐洲天氣條件設計的特殊迷彩方案，由一種特殊類型的漆製成，可以吸收60%的太陽光線。因為使用了不同密度的油漆，它的顏色在不同的光照條件下往往會發生變化。

## 航空運輸和特種作戰
儘管英國的大多數美國空軍基地都有作戰任務，但在1966年，美國軍事航空運輸服務部在米爾登霍爾皇家空軍基地建立了一個永久性設施，在SAC反應任務逐步取消後。第313戰術空運聯隊裝配C-5運輸機和C-141運輸機從全球基地往返英國的航班。該聯隊還在駐歐空軍（USAFE）內從美國大陸輪流從臨時任務 (TDY) 單位運營C-130運輸機的航班。
米爾登霍爾皇家空軍基地還在加利福尼亞州比爾空軍基地 (加利福尼亞州)接待了來自第9戰略偵察聯隊，第4分隊（Detachment 4）的SR-71黑鳥偵察機。除了照相偵察飛行，米爾登霍爾的SR-71還參與了在1972年SALT I協議框架內執行的ELINT任務。根據該協議，美國和蘇聯就部分凍結核武器，這些飛行是為了驗證蘇聯是否遵守了協議。
SR-71還執行遙測收集任務，以記錄來自蘇聯火箭系統的數據。電子收集飛行的主要目的是從普列謝茨克的蘇聯導彈中心收集信號。這些信息，連同從間諜衛星收集的信息，使國防情報局能夠很好地了解蘇聯的活動情況。米爾登霍爾的SR-71在 1986年的空襲利比亞中也發揮了關鍵作用，該行動涉及美國在利比亞的報復行動。襲擊發生後的第二天，SR-71在的的黎波里和班加西周圍被轟炸的軍事目標上空進行了幾次不受干擾的飛行。

## 冷戰後縮編
隨著1989年柏林牆倒塌和1991年蘇聯解體，英國不再需要部署大量的美國空軍部隊，並製定了大幅削減的計劃。

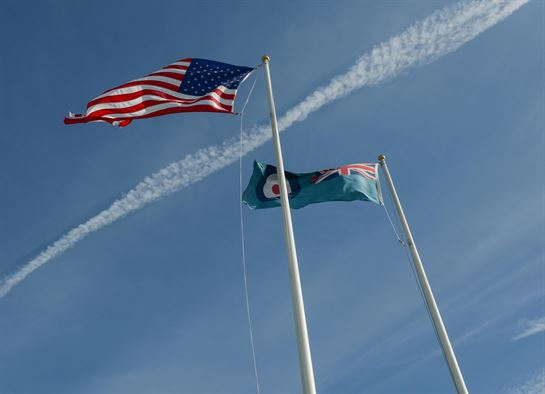
在費爾福德皇家空軍基地飄揚的美國國旗和英國皇家空軍旗

Bentwaters、Woodbridge、Chicksands、Greenham Common、Sculthorpe、Wethersfield和Upper Heyford的基地在1993年底關閉。Alconbury的航線被關閉，其基地支援職能由英國皇家空軍Molesworth接管。然而，在2015年，莫爾斯沃思、米爾登霍爾和阿爾康伯里基地宣布關閉，使萊肯希思皇家空軍基地成為美國空軍戰鬥機部隊唯一駐紮在英國的基地，該基地將繼續容納第48戰鬥機聯隊。
美國空軍還在克勞頓皇家空軍基地設有一個通信站，而在曼威斯希爾皇家空軍基地設有美國國家安全局的電子情報收集裝置。

## 美國空軍在英國的基地及單位
| - 阿爾康伯里皇家空軍基地 - 第7650空軍基地大隊（7560th Air Base Group），1953年-1959年 - 第10戰術偵察機/戰術戰鬥機聯隊（10th Tactical Reconnaissance Wing/Tactical Fighter Wing），1959年-1994年 - 第423空軍基地大隊（423d Air Base Group），1995年至今 - 巴福德聖約翰皇家空軍基地 - 第2130通信中隊（2130th Communications Squadron），第1分隊（Detachment 1），1960年-1992年 - 第422空軍基地大隊（422d Air Base Group），1995年至今 - 本特沃特斯皇家空軍基地 - 第79戰鬥機中隊（79th Fighter Squadron），1952年-1970年 - 第81戰術戰鬥機聯隊（81st Tactical Fighter Wing），1951年-1993年 - 伯頓伍德皇家空軍基地 - 第59空軍倉庫聯隊（59th Air Depot Wing），1948年-1965年 - 布倫海姆新月皇家空軍基地 - 第422空軍基地大隊（422d Air Base Group），2007年至今 - 切維斯頓皇家空軍基地 - SAC控制站（SAC Reflex Base），1952年-1959年 - 第42戰術偵察機中隊（42d Tactical Reconnaissance Squadron） - 第10戰術偵察機聯隊（10th Tactical Reconnaissance Wing），1959年–1962年 - 雞砂皇家空軍基地 - 第10無線電中隊（10th Radio Sq），1950年-1951年 - 第7534空軍基地中隊（7534th Air Base Squadron），1951年-1958年 - 第6950無線電大隊（6950th Radio Group）/安全大隊（Security Gp），1958年-1978年 - 第7274空軍基地大隊（7274th Air Base Group），1978年–1993年 - 克勞頓皇家空軍基地 - 第1969通信中隊（1969th Communications Squadron），1950年-1955年 - 第1230航空和空中通信服務中隊（1230th Airways and Air Communications Service Squadron），1955年-1961年 - 第2130通信中隊（2130th Communications Squadron），1961年-1971年；1983年-1986年 - 第2130通信大隊（2130th Communications Group），1971年–1980年；1986年–1993年 - 第2168通信中隊（2168th Communications Squadron），1980年–1983年 - 第630通信中隊（630th Communications Squadron），1993年–1994年 - 第422空軍基地中隊（422d Air Base Squadron），1996年–2005年 - 第422空軍基地大隊（422d Air Base Group），2005年至今 - 費爾福德皇家空軍基地 - 第7507空軍基地大隊（7507th Air Base Group），1950年-1952年 - 第3919空軍基地大隊（3919th Air Base Group），1952年-1964年 - 第7020空軍基地大隊（7020th Air Base Group），1979年-1989年 - 第11戰略大隊（11th Strategic Group），1984年-1992年 - 第420空軍基地大隊（420th Air Base Group），2004年至今 - 費爾特韋爾皇家空軍基地 - 第21太空聯隊（21st Space Wing） | - 格林漢姆皇家空軍基地 - 第7501空軍基地中隊（7501st Air Base Squadron），1951年-1953年 - 第3909戰鬥支援大隊（3909th Combat Support Group），1953年-1964年 - 第7551戰鬥支援大隊（7551st Combat Support Group），1964年–1968年 - 第20戰術戰鬥機聯隊（20th Tactical Fighter Wing），1976年–1979年 - 第501戰術飛彈聯隊（501st Tactical Missile Wing），1982年–1991年 - 萊肯希思皇家空軍基地 - 第7504空軍基地大隊（7504th ABG），1948年-1953年 - 第3913空軍基地中隊（3913th ABS），1953年-1955年 - 第3910空軍基地大隊（3910th ABG），1955年-1960年 - 第48戰術戰鬥機聯隊（48th TFW），1960年-1991年 - 第48戰鬥機聯隊（48th FW），1991年至今 - 曼斯頓皇家空軍基地 - 第123戰鬥轟炸機大隊（123d FBG），1951年-1952年 - 第406戰鬥攔截機聯隊（406th FIW），1952年-1958年 - 小里辛頓皇家空軍基地 - 第870急救醫院（870th Contingency Hospital），1981年-1993年 - 第20戰術戰鬥機聯隊（20th TFW），1981年-1993年 - 米爾登霍爾皇家空軍基地 - 第7511空軍基地大隊（7511th ABG），1950年-1955年 - 第3913空軍基地大隊（3913th ABG），1955年-1959年 - 第7513空軍基地大隊（7513th ABG），1959年-1966年 - 第100空中加油聯隊（100th ARW），1992年至今 - 第501戰鬥支援聯隊（501st CSW），2005年至今 - 莫爾斯沃思皇家空軍基地 - 第582空中補給大隊（582d Air Resupply Group），1951年-1956年 - 第482部隊運輸中隊（482d Troop Carrier Sq），1956年–1957年 - 第303戰術飛彈聯隊（303d TMW），1986年–1989年 - 第423空軍基地大隊（423d ABG），1989至今 - 斯庫索普皇家空軍基地 - 第47轟炸聯隊（47th BW），1952年–1962年 - 牧羊人格羅夫皇家空軍基地 - 第116/778戰鬥轟炸機中隊（116th/78th FBS），1951年–1958年 - 上海福德皇家空軍基地 - 第7509空軍基地中隊（7509th ABS），1950年-1951年 - 第7509空軍基地大隊（7509th ABG），1951年–1952年 - 第3918空軍基地大隊（3918th ABG），1952年–1958年 - 第3918戰鬥支援大隊（3918th CSG），1958年–1964年 - 第3918戰略聯隊（3918th SW），1964年–1966年 - 第66戰術戰鬥機聯隊（66th TFW），1966年–1970年 - 第20戰術戰鬥機聯隊（20th TFW），1970年–1993年 - 阿普伍德皇家空軍基地 - 第10戰術偵察機/戰術戰鬥機/空軍基地聯隊（10th TRW/TFW/ABW），1959年-1994年 - 第423空軍基地大隊（423d ABG），1995年至今 - 韋爾福德皇家空軍基地 - 第420空軍基地大隊（420th ABG），2005年至今 - 韋爾福德皇家空軍基地 - 第20戰術戰鬥機聯隊（20th TFW），1951年–1970年 |